# Vancouver-Fraserview (circonscription britanno-colombienne)
Pour les articles homonymes, voir Vancouver (homonymie) et Fraserview.
Circonscription électorale provinciale du Canada
Vancouver-Fraserview est une circonscription provinciale de la Colombie-Britannique représentée à l'Assemblée législative de la Colombie-Britannique depuis 1996.

## Géographie
En 2020, la circonscription représente une partie de la ville de Vancouver dans le district régional du Grand Vancouver.

## Liste des députés
| Législature                                                                                         | Années                                                                                              | Député                                                                                              | Député                                                                                              | Parti                                                                                               |
| Vancouver-Fraserview Circonscription issue de Vancouver-Fairview, Vancouver East et Vancouver South | Vancouver-Fraserview Circonscription issue de Vancouver-Fairview, Vancouver East et Vancouver South | Vancouver-Fraserview Circonscription issue de Vancouver-Fairview, Vancouver East et Vancouver South | Vancouver-Fraserview Circonscription issue de Vancouver-Fairview, Vancouver East et Vancouver South | Vancouver-Fraserview Circonscription issue de Vancouver-Fairview, Vancouver East et Vancouver South |
| --------------------------------------------------------------------------------------------------- | --------------------------------------------------------------------------------------------------- | --------------------------------------------------------------------------------------------------- | --------------------------------------------------------------------------------------------------- | --------------------------------------------------------------------------------------------------- |
| 36e                                                                                                 | 1996–2001                                                                                           | | Ian Waddell                                                                                         | Néo-démocrate                                                                                       |
| 37e                                                                                                 | 2001-2005                                                                                           | | Ken Johnston                                                                                        | Libéral                                                                                             |
| 38e                                                                                                 | 2005–2009                                                                                           | | Wally Oppal                                                                                         | Libéral                                                                                             |
| 39e                                                                                                 | 2009–2013                                                                                           | | Kash Heed                                                                                           | Libéral                                                                                             |
| 40e                                                                                                 | 2013–2017                                                                                           | | Suzanne Anton                                                                                       | Libéral                                                                                             |
| 41e                                                                                                 | 2017–2020                                                                                           | | George Chow                                                                                         | Néo-démocrate                                                                                       |
| 42e                                                                                                 | 2020–2024                                                                                           | | George Chow                                                                                         | Néo-démocrate                                                                                       |
| 43e                                                                                                 | 2024–en cours                                                                                       | | George Chow                                                                                         | Néo-démocrate                                                                                       |

## Résultats électoraux

Frontière de la circonscription en 2015.
Frontière de la circonscription en 2023.